# Jekaterina Walerjewna Jurjewa
Jekaterina Walerjewna Jurjewa (russisch Екатерина Валерьевна Юрьева; * 11. Juni 1983 in Tschaikowski) ist eine ehemalige russische Biathletin.
In der Saison 2004/05 debütierte Jekaterina Jurjewa im Biathlon-Weltcup, wo sie an fünf Rennen teilnahm und als beste Platzierung einen 18. Rang in der Verfolgung in Pokljuka erreichte. Erst zwei Jahre später, in der Saison 2006/07, wurde sie erneut im Weltcup eingesetzt, da das russische Team wegen Verletzungen, Dopingsperren und Schwangerschaften stark dezimiert war. Sie nutzte die Chance und konnte in die Weltspitze laufen. Ihr bestes Ergebnis wurde ein Sieg im Einzel in Pokljuka 2007. In der Saison 2007/08 kam sie in Hochfilzen bei Sprint, Verfolgung und Staffel (Schlussläuferin) auf den zweiten Platz. In Pokljuka gewann sie ihren ersten Weltcupsieg am 13. Dezember 2008 im Einzel mit einem Vorsprung von 55,1 Sekunden. Mit der Staffel erreichte sie dort als Schlussläuferin zudem den zweiten Platz.
Am 29. Dezember 2007 siegte sie mit ihrem Partner Dmitri Wladimirowitsch Jaroschenko bei der World Team Challenge (Biathlon auf Schalke) in der Veltins-Arena. 2008 begann für Jurjewa weniger erfolgreich. In Oberhof konnte sie wegen Krankheit nicht starten, und erst bei der Staffel in Ruhpolding war sie wieder fit. Als dritte Läuferin verbesserte sie ihr Team vom siebten auf den dritten Platz, den Russland dann auch am Ende belegte. Bei den Weltmeisterschaften 2008 konnte Jurjewa sich nach einem neunten Platz im Sprint in den Verfolgung um sieben Plätze verbessern und gewann hinter Andrea Henkel Silber. Im Einzelwettbewerb siegte sie dank der einzigen fehlerfreien Schießleistung im Teilnehmerfeld und holte ihren ersten Weltmeistertitel. Im Massenstart wurde sie hinter Magdalena Neuner und Tora Berger Dritte und gewann die Bronzemedaille. Durch zwei Dopingproben vom 4. und 5. Dezember 2008 wurde sie des Missbrauchs von rEPO überführt und im Februar 2009 gleichzeitig mit Albina Achatowa und Dmitri Jaroschenko zuerst vorläufig und im August 2009 endgültig für zwei Jahre, bis zum 3. Dezember 2010, gesperrt.
Seit dem IBU-Cup in Martell in der Saison 2010/2011 lief Jurjewa wieder aktiv bei internationalen Biathlon-Veranstaltungen mit. Bei ihrem Comeback erreichte sie im 15-km-Einzelrennen den sechsten Platz. Zur Mitte der Saison konnte sie auch in Presque Isle wieder im Weltcup antreten, verpasste in ihrem ersten Sprint als 49. jedoch die Punkteränge. Erst zur Saison 2013/14 knüpfte sie an ihre alten Leistungen an. Beim Weltcup-Auftakt in Östersund rutschte sie als Ersatz ins Team und verdrängte unter anderem Swetlana Slepzowa und Olga Wiluchina. Beim Einzel erreichte mit einem Schießfehler den vierten Rang. Beim Sprint kam sie ohne Schießfehler auf den siebten Platz. Am 28. Januar 2014 wurde sie wegen einer EPO-positiven A-Probe vorläufig wegen Dopings gesperrt und trat daraufhin zurück. Als Wiederholungstäterin wurde sie bis 2021 für acht Jahre gesperrt. 2015 verlängerte die IBU die Sperre bis 2025.

## Biathlon-Weltcup-Platzierungen
Die Tabelle zeigt alle Platzierungen (je nach Austragungsjahr einschließlich Olympische Spiele und Weltmeisterschaften).
- 1.–3. Platz: Anzahl der Podiumsplatzierungen
- Top 10: Anzahl der Platzierungen unter den ersten zehn (einschließlich Podium)
- Punkteränge: Anzahl der Platzierungen innerhalb der Punkteränge (einschließlich Podium und Top 10)
- Starts: Anzahl gelaufener Rennen in der jeweiligen Disziplin

| Platzierung                      | Einzel | Sprint | Verfolgung | Massenstart | Staffel | Gesamt |
| -------------------------------- | ------ | ------ | ---------- | ----------- | ------- | ------ |
| 1. Platz                         | 2      |        |            |             |         | 2      |
| 2. Platz                         |        | 2      | 2          |             | 2       | 6      |
| 3. Platz                         |        | 1      |            | 2           | 1       | 4      |
| Top 10                           | 4      | 8      | 5          | 8           | 6       | 31     |
| Punkteränge                      | 7      | 16     | 11         | 10          | 6       | 50     |
| Starts                           | 9      | 19     | 13         | 10          | 6       | 57     |
| Stand: nach der Saison 2007/2008 |        |        |            |             |         |        |